# Mark 45
Mark 45 foi um torpedo nuclear dos Estados Unidos, utilizado pela marinha dos E.U.A durante a Guerra Fria, utilizava a ogiva W34 em seu interior, rendia 11 quilotons.
Tinha como objetivo destruir alvos submarinos, ele tinha um alcance de 5-8 quilômetros.
Ele tinha 48 centímetros de diâmetro, 5,76 metros de comprimento e pesava 1.100 quilos e estava programado para se mover em linha reta contra os alvos. Começaram a serem produzidos de 1958 e foram aposentados em 1976 quando foi substituído pelo Mark 48 que tinha um design mais avançado, utilizada ogivas convencionais e tinha melhor direção (a direção em linha reta do Mark 45 era muito primitiva).